# Thomas J. Watson
Thomas John Watson, Sr. (n. 17 februarie 1874, Campbell⁠(d), New York, SUA – d. 19 iunie 1956, New York City, New York, SUA) a fost președintele companiei International Business Machines (IBM), în timpul căruia compania a crescut între 1914 și 1956, devenind o forță internațională. Watson a dezvoltat stilul caracteristic de management și cultura companiei IBM, transformând-o într-o organizație deosebit de eficientă, operând pe piața mașinilor de calcul cu cartele perforate. Industriaș de marcă, a fost unul dintre cei mai bogați oameni ai vremii sale, iar la moartea sa a fost denumit „cel mai mare vânzător al lumii”.

## Tinerețea și începuturile carierei
Thomas Watson a fost fiul lui Thomas și Jane Fulton White Watson, și a mai avut patru surori mai mari (Jennie, Effie, Loua și Emma). Tatăl său era fermier și deținea o mică afacere cu lemne lângă Painted Post, la câțiva kilometri vest de Elmira, New York, în partea central-sudică a statului New York. Thomas a lucrat la ferma familiei din East Campbell, New York și a studiat la District School Number Five la sfârșitul anilor 1870. În adolescență, a învățat la Addison Academy din Addison, NY.
După ce a renunțat la prima sa slujbă, de profesor, după doar o zi, Watson a studiat un an contabilitatea și afacerile la Miller School of Commerce din Elmira. A renunțat la școală în 1891, angajându-se pentru un salariu de 6 dolari pe săptămână, drept contabil la Clarence Risley's Market din Painted Post. După un an s-a asociat cu un comis-voiajor, George Cornwell, care vindea cu amănuntul orgi și piane pe la ferme, pentru un magazin local (William Bronsons); aceasta a fost prima slujbă în vânzări pentru Watson. Când Cornwell a plecat, el a continuat singur, câștigând 10 dolari pe săptămână. După doi ani, și-a dat seama că dacă ar fi plătit pe comision, ar fi câștigat 70 de dolari pe săptămână. A fost atât de indignat încât a demisionat și a plecat din zona sa locală în orașul Buffalo.

Watson a vândut o vreme mașini de cusut pentru Wheeler and Wilcox. În autobiografia sa, Tom Watson Jr. scria: 
„Într-o zi, tata a intrat într-o cârciumă de la drum să sărbătorească o vânzare și a băut prea mult. Când barul s-a închis, a constatat că tot atelajul lui — cal, căruță, și eșantioane — fusese furat. Wheeler and Wilcox l-au concediat și i-au imputat proprietatea pierdută. Bineînțeles, s-a auzit de asta, și tata și-a mai găsit un serviciu stabil abia după un an de zile.”
 Watson avea apoi să aplice la IBM reguli stricte împotriva consumului de alcool, chiar și în afara programului de lucru. Tom Jr. scria: 
„Această anecdotă nu a ajuns în folclorul IBM, ceea ce e păcat, pentru că ar fi explicat acțiunile tatei zecilor de mii de oameni care a trebuit să-i respecte regulile.”
Între timp, Watson a redevenit comis voiajor. De această dată, partenerul lui era C.B. Barron, care era celebru pentru comportamentul lui prost, pe care-l deplângea și Watson, care era metodist. Împreună au vândut acțiuni ale companiei Buffalo Building and Loan. Au avut mare succes și, cu profiturile obținute, Watson și-a deschis o măcelărie. Barron a dispărut însă la un moment dat cu comisionul și cu fondurile împrumutate, lăsându-l pe Watson fără bani, fără investiție (și-a pierdut măcelăria), și fără serviciu, fiind concediat pentru a doua oară.

## NCR
În măcelărie, Watson avea o casă de marcat recent achiziționată de la NCR, pentru care a trebuit să aranjeze  o reeșalonare a ratelor. Vizitând NCR, s-a hotărât să lucreze la această firmă și, după mai multe tentative nereușite, a fost în cele din urmă angajat. În frunte cu John Patterson, NCR era pe atunci una din organizațiile cu volum mare de vânzări, iar John J. Range, managerul filialei din Buffalo, a devenit un mentor pentru Watson și un model pentru stilul de vânzări și de management. Mult mai târziu, într-un interviu acordat în 1952, a afirmat că a învățat mai multe de la Range decât de la oricine altcineva. La început, el era un vânzător slab, dar Range l-a luat sub aripa lui și l-a transformat în cel mai de succes vânzător din estul SUA, câștigând 100 de dolari pe săptămână. În 1899, la 25 de ani, Watson a fost promovat șef al agenției NCR din Rochester, o mică filială. Ca agent, primea comision 35%. Misiunea principală a lui era de a falimenta principalul concurent al firmei (Hallwood) și în patru ani Watson a obținut pentru NCR monopolul pe piața din Rochester. Ca răsplată, a fost chemat la sediul central NCR din Dayton, Ohio.

### Ancheta antitrust
Rolul lui Watson a continuat să fie cel de a îndepărta concurența de pe piața caselor de marcat. Folosind fonduri probabil puse la dispoziție de NCR, el a înființat în Manhattan o companie independentă declarativ, Watson's Cash Register and Second Hand Exchange. A practicat prețuri de dumping, întrucât nu avea nevoie să facă profit (având la dispoziție fonduri practic nelimitate de la NCR), și a monopolizat treptat piața. După aceea a trecut la Philadelphia și la alte orașe din țară, obținând pentru NCR monopol atât pe piața caselor de marcat noi, cât și pe cea a caselor de marcat second hand. În 1908, odată cu o reorganizare a companiei, Watson a devenit manager asistent de vânzări.
Practicile sale au atras însă atenția autorităților și, la 22 februarie 1912, împreună cu alți 30 de manageri NCR (inclusiv Patterson), a fost trimis în judecată într-un proces antitrust. În cele șase luni dinaintea procesului, a cunoscut-o pe viitoarea lui soție, Jeanette Kittredge, cu care s-a căsătorit la doar două săptămâni după terminarea procesului la 13 februarie 1913. El a fost găsit vinovat și condamnat la plata unei amenzi de 5000 de dolari și un an de închisoare. Condamnarea la închisoare a fost neașteptată, deoarece până atunci se dăduseră doar amenzi penale în cazuri similare, iar Watson a făcut apel. Între timp, Patterson fusese achitat datorită acțiunilor sale filantropice de după marile inundații din Dayton din 1913. Apelul lui Watson a fost admis, iar verdictul urma să fie stabilit după un nou proces. Guvernul însă nu a mai dorit să facă noi cheltuieli cu un nou proces, Watson fiind achitat de toate acuzațiile.

## Șef al IBM
Watson s-a angajat apoi la Computing Tabulating Recording Corporation (CTR) la 1 mai 1914. Când el a devenit manager general, compania avea un venit de 9 milioane de dolari și peste 1300 de angajați. În 1924, a schimbat numele companiei în International Business Machines. Watson a făcut din IBM o companie atât de dominantă încât guvernul federal a deschis o anchetă antitrust în 1952. IBM deținea și închiria la acea vreme clienților săi peste 90% din toate tabulatoarele din Statele Unite. La moartea lui Watson în 1956, veniturile IBM erau de 897 de milioane de dolari, și compania avea 72.500 de angajați.
De-a lungul vieții, Watson a fost interesat de relațiile internaționale, atât din perspectivă diplomatică, cât și din perspectivă economică. Era cunoscut drept emisar neoficial al lui Franklin D. Roosevelt în New York și primea frecvent vizita unor demnitari străini. În 1937, a fost ales președinte al Camerei Internaționale de Comerț (ICC) și la congresul bienal desfășurat la Berlin a afirmat că mottoul conferinței este Pace mondială prin comerț mondial. Aceste cuvinte au devenit sloganul ICC și IBM.
Îmbinarea diplomației cu afacerile nu i-a atras lui Watson numai laude. În anii 1930, subsidiara IBM din Germania a fost cea mai profitabilă operațiune în străinătate, și o carte publicată recent îl acuză pe Watson că, în căutarea profitului, Watson a aprobat și a promovat personal relația strategică a IBM-ului cu al Treilea Reich. În particular, criticii lui scot în evidență decorația „Vulturul cu Stea” primită de Watson la ședința ICC de la Berlin din 1937, ca dovadă a ajutorului dat de subsidiara IBM germană Dehomag (Deutsche Hollerith-Maschinen Gesellschaft mbH) și de mașinile cu cartele perforate comercializate de ea, regimului nazist, mai ales la tabelarea datelor din recensământuri. Cel mai recent studiu al chestiunii afirmă însă că Watson chiar credea, poate din naivitate, că a fost decorat pentru anii săi de eforturi în promovarea comerțului mondial și păcii internaționale. Watson a început abia mai târziu să regrete că a acceptat decorația, returnând-o în cele din urmă guvernului german în iunie 1940. Cancelarul german Adolf Hitler s-a supărat și a declarat că Watson nu va mai pune vreodată piciorul pe pământ controlat de germani. Dehomag s-a revoltat, managerii companiei deplângând prostia lui Watson și cerând deschis separarea filialei de firma-mamă americană. Discuțiile s-au încheiat când Germania a declarat război Statelor Unite în decembrie 1941, iar guvernul german a naționalizat operațiunile Dehomag.
În această perioadă, IBM s-a implicat puternic în efortul de război al Statelor Unite, concentrându-se pe producerea de mari cantități de echipamente de prelucrarea datelor pentru armată și efectuând experimente cu unele calculatoare analogice. Watson, Sr. a dezvoltat atunci doctrina 1%, prin care impunea ca IBM să nu realizeze profit mai mare de 1% din vânzarea de echipament militar guvernului american. Watson a fost unul dintre puținii președinți de corporații care au dezvoltat o asemenea politică.

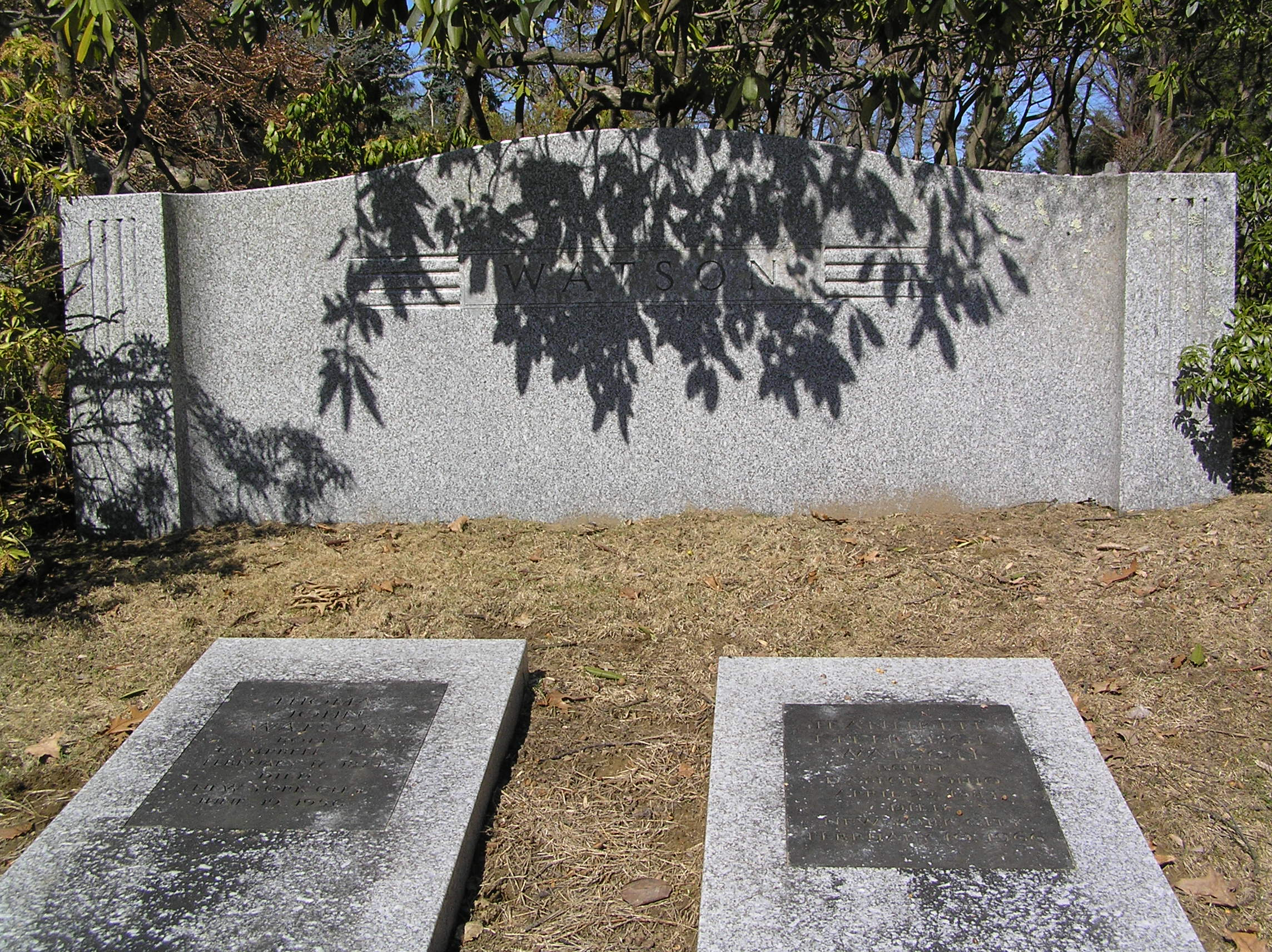
Mormântul lui Thomas J. Watson, Sr.

Watson avea și un interes personal în război: fiul său cel mai mare, Thomas J. Watson, Jr., s-a înrolat în aviația americană, unde a fost pilot de bombardier, după care a fost ales să devină asistent și pilot personal al generalului Follet Bradley, care coordona programul Lend-Lease prin care SUA a furnizat URSS echipamente militare. Cel mai mare fiu al lui Watson, Sr., Arthur K. Watson, a luptat și el în război.
Watson a colaborat cu autoritățile locale la înființarea unui colegiu în zona Binghamton, unde se înființase IBM și unde avea marile fabrici. În 1946, IBM a oferit finanțare și teren pentru Triple Cities College, o extensie a Universității Syracuse. Ulterior, acest colegiu a fost denumit Harpur College și a devenit Universitatea Binghamton. Școala de Inginerie și Științe Aplicate a acestei universități a primit în cinstea lui numele Thomas J. Watson.
După război, în 1956, Watson a fost numit președinte emerit al IBM. Cu o lună înainte de a muri, el a predat fiului său cel mare, Thomas J. Watson, Jr., frâiele companiei.
A fost înmormântat la cimitirul din Sleepy Hollow, New York.

## Citat celebru
Watson și-a rezumat întreaga filosofie după care a condus IBM într-un motto format dintr-un singur cuvânt: „THINK” („GÂNDEȘTE”).  Prima marcă înregistrată în SUA de IBM a fost numele "THINK", la 6 iunie 1935 cu descrierea „publicații periodice”. Abia după paisprezece ani, compania a înregistrat și marca IBM. Un articol biografic publicat în 1940 a punctat că „acest cuvânt este prezent pe pereții din fiecare cameră din toate clădirile IBM. Fiecare angajat poartă după el un caiet pe care scrie THINK în care își scriu ideile. Rechizitele, chibriturile, repertoriile, toate sunt inscripționate cu THINK. Angajații primesc o revistă lunară intitulată «Think».” THINK rămâne până în ziua de azi o parte importantă a culturii corporației IBM; ea a fost folosită în promovarea liniei de computere notebook, IBM ThinkPad. În 2008, IBM Mid America Employees Federal Credit Union a devenit Think Mutual Bank, o bancă necomercială înființată de IBM cu mai multe filiale, mai ales în zona Rochester, Minnesota unde IBM Rochester are o prezență puternică.